# Benavente
Benavente – miejscowość w Portugalii, leżąca w dystrykcie Santarém, w regionie Alentejo w podregionie Lezíria do Tejo. Miejscowość jest siedzibą gminy o tej samej nazwie. 

## Demografia
| Liczba ludności gminy Benavente (1801–2011) | Liczba ludności gminy Benavente (1801–2011) | Liczba ludności gminy Benavente (1801–2011) | Liczba ludności gminy Benavente (1801–2011) | Liczba ludności gminy Benavente (1801–2011) | Liczba ludności gminy Benavente (1801–2011) | Liczba ludności gminy Benavente (1801–2011) | Liczba ludności gminy Benavente (1801–2011) | Liczba ludności gminy Benavente (1801–2011) | Liczba ludności gminy Benavente (1801–2011) |
| ------------------------------------------- | ------------------------------------------- | ------------------------------------------- | ------------------------------------------- | ------------------------------------------- | ------------------------------------------- | ------------------------------------------- | ------------------------------------------- | ------------------------------------------- | ------------------------------------------- |
| 1801                                        | 1849                                        | 1900                                        | 1930                                        | 1960                                        | 1981                                        | 1991                                        | 2001                                        | 2004                                        | 2011                                        |
| 2 758                                       | 4 308                                       | 6 413                                       | 8 733                                       | 11 631                                      | 16 306                                      | 18 335                                      | 23 257                                      | 25 837                                      | 29 019                                      |

## Sołectwa
Sołectwa gminy Benavente (ludność wg stanu na 2011 r.)
- Barrosa - 725 osób
- Benavente - 9174 osoby
- Samora Correia - 17 123 osoby
- Santo Estêvão - 1997 osób